# ドデカヘドラン
ドデカヘドラン（dodecahedrane、化学式: C20H20）は、有機化合物の1つで、1982年にオハイオ州立大学のレオ・パケットにより、主に「十二面体の対称性を審美的に探求した」結果として初めて合成された。
この分子では、各頂点が炭素原子でそれぞれ3つの隣接する炭素原子と結合している。各正五角形の角108°は、理想的なsp3混成軌道の成す角109.5°と近い。各炭素原子は水素原子にも結合している。この分子はフラーレンとおなじIh対称性をもち、そのことは1H-NMRですべての水素原子が3.38 ppmの化学シフトのみを示すことからもわかる。ドデカヘドランはキュバンやテトラヘドランなどと同様にプラトン立体炭化水素の1つで、自然界には存在しない。

## 全合成
30年余りにわたって、いくつかの研究グループが活発にドデカヘドランの全合成を追求した。1978年に発表されたレビュー論文にはその時点で存在したいくつかの戦略について述べられている。最初の試みは1964年にウッドワードにより、ドデカヘドランに単純に二量体化できると考えられていたトリキナセン合成から始まった。初めてドデカヘドランを合成したのはパケットのグループだが、プリンツバッハのグループによりパゴダンを経由するより汎用的な合成経路（後述）が発見された。イートンやシュレーヤーらなどの他のグループも競合していたが、頂点を極めたのはパケットとプリンツバッハのチームであった。
パケットのグループは1981年に1,16-ジメチルドデカヘドランの合成に成功し、翌1982年にシクロペンタジエン2分子（10炭素原子）、 アセチレンジカルボン酸ジメチル（4炭素原子）、アリルトリメチルシラン2分子（6炭素原子）を出発物質とする29段階の有機合成により無置換のドデカヘドランを合成した。
合成の第一歩として、シクロペンタジエン2分子1をナトリウム（シクロペンタジエニル錯体を形成する）とヨウ素存在下でカップリングさせ、ジヒドロフルバレン2を得る。次にタンデムディールス・アルダー反応によりアセチレンジカルボン酸ジメチル3ペンタジエン・アセチレン・ペンタジエンの順に反応させ、対称な付加体4を得る。この反応時には等量のペンタジエン・ペンタジエン・アセチレンの順に反応した非対称な化合物 (4b) も生じるのでこれを除去する。
| Dodecahedrane synthesis part I |  | Dodecahedrane synthesis part I |
| ドデカヘドラン合成その1        |  | ドデカヘドラン合成その2        |

次にヨードラクトン化反応により、ヨード基を一時的に導入するとともに二酸ジメチル4をジラクトン5に転換する。その次に、ラクトン環のエステル結合をメタノールにより切断し、ハロヒドリン6を得る。アルコール部をジョーンズ酸化によりケトン化し7が得られ、ヨード基を銅亜鉛偶により還元し8を得る。
| Dodecahedrane synthesis part III | Dodecahedrane synthesis part IV |
| ドデカヘドラン合成その3          | ドデカヘドラン合成その4         |

最後の6つの炭素を、アリルトリメチルシラン9とn-ブチルリチウムから生じるカルバニオン10をケトン基に求核付加反応させることにより導入する。次に、ビニルシラン11を酢酸中の過酢酸とラジカル置換させてジラクトン12を得て、五酸化二リンにより分子内フリーデル・クラフツ反応でジケトン13にする。この分子は必要な20の炭素原子を全て持っており、残り5つの炭素-炭素結合の生成に有利な対称性を持っている。
化合物13の二重結合をパラジウム炭素による水素化により還元し14を得、ケト基を水素化ホウ素ナトリウムによりアルコール化して15を得る。このとき生じたヒドロキシ基を、ジラクトン化16したのち、塩化トシルを用いて求核置換反応により塩素に置換して17を得る。最初のC-C結合生成反応はバーチ還元の一種（リチウム、アンモニア）で、生成物は即座にクロロメチルフェニルエーテルに捕獲される。化合物17の残りの塩素原子は単純に還元される。このように一時的に置換基を追加することで後のステップでエノール化が起こることを防ぐ。新たに形成されたケト基は、光化学的ノリッシュ反応によるさらなるC-C結合生成反応を受け19となり、生じたヒドロキシ基はTsOHによって脱離しアルケン20を得る。
| Dodecahedrane synthesis part V | Dodecahedrane synthesis part VI |
| ドデカヘドラン合成その5        | ドデカヘドラン合成その6         |

二重結合をヒドラジンと水素化ジイソブチルアルミニウムにより還元し21、クロロクロム酸ピリジニウムで酸化してアルデヒド22を得る。2度目のノリッシュ反応によりもう1つのC-C結合を形成し、アルコール23を得たのち、フェノキシ末端を次のような段階を踏んで取り除く。まず、バーチ還元によりジオール24を得たのち、クロロクロム酸ピリジニウムを用いた酸化によりケトアルデヒド25を得る。さらに逆クライゼン縮合によりケトン26を得る。3回目のノリッシュ反応によりアルコール27が得られ、2回目の脱水反応により28、さらに還元して29を得る。この時点で、官能基以外の合成は終了である。残りのC-C結合は、250 °C圧縮水素雰囲気およびパラジウム炭素触媒下脱水素反応で生成し、ドデカヘドラン30を得る。

### パゴダンからの合成
1987年、プリンツバッハらによりパゴダン異性体を経由する新たな合成経路が発見された。パゴダンは、イソドリンを始物質として [6+6]光環化付加反応などにより得ることができ、シュリーヤーのアダマンタン合成と似たアプローチでドデカヘドランに異性化する候補物質として適していると考えられた。プリンツバッハらとシュリーヤーらの共同研究により、最高で8%の収率が達成された。後の10年でプリンツバッハらはパゴダン経由の合成経路について最適化を重ね、数グラム程度の合成に成功しただけでなく、選択的な置換と不飽和化合物を達成した。パゴダンとドデカヘドランおよびその置換体の研究の中でも、σ-ビスホモ共役系の発見と多臭化ドデカヘドランからのフラーレンC20の合成は特筆に値する。パゴダン経路の最適化など、プリンツバッハらの貢献の総まとめは2006年のC20クラスターに関する論文に見ることができる。最適化されたドデカヘドラン合成経路においては、収率の低いパゴダンからドデカヘドランへの異性化は段数が多いものの収率の高い別の経路に置き換えられているが、パゴダン誘導体に強く依存していることは変わらない。下図を参照のこと。
|  |

## 原子内包ドデカヘドラン
母構造の特性を変化させることを狙い、また化学的構造およびダイナミクスに関する仮説を検証するため、小分子ケージ内に原子を包含する試みが行なわれている。ドデカヘドランでヘリウムイオン (He+) を包むことには、C20H20にヘリウムイオンビームを照射することで成功している。クロス、サンダース、プリンツバッハはマイクログラム単位の極めて安定な "He@C20H20" （ヘリウム原子がドデカヘドラン分子内に捕捉されていることを示す記法）を得ることに成功している。この成果は、世界で最も小さなヘリウム風船として言及されることがある。

## 誘導体
様々なドデカヘドラン誘導体が合成され、論文に発表されている。20個の水素全てをフッ素で置換して得られる比較的不安定なペルフルオロドデカヘドランC20F20はWahlらによって2006年にミリグラム単位で合成された。C20H20を加圧した液体塩素に溶かし、140 °Cにて強力な光を5日間あてることにより様々な部分塩化物に混じって痕跡量のペルクロロドデカヘドランC20Cl20が得られる。ハロゲンが重くなるにつれて、大きさが大きくなるために完全置換は難しくなる。半分以上の水素原子をヒドロキシ基で置換したポリオールを得ることはできているが、2006年現在においては全置換体C20(OH)20は得られていない。また、フラーレンC20およびその置換体を触媒を用いた無溶媒1,3-双極子環化付加反応およびディールス・アルダー反応により合成する可能性についての理論的研究が行われている。

## 関連文献
- 田中早苗「Dodecahedraneへの途」『有機合成化学協会誌』第60巻第12号、有機合成化学協会、2002年、1210-1214頁、doi:10.5059/yukigoseikyokaishi.60.1210。